# Schtonk !
Pour plus de détails, voir Fiche technique et Distribution.
Schtonk ! (Schtonk!) est un film allemand réalisé par Helmut Dietl en 1992. Il relate le fameux scandale des faux carnets d'Adolf Hitler.
Ce mot inventé est tiré du film Le Dictateur, où Charlie Chaplin parodie Hitler et utilise un mot à consonance germanique semblant signifier « supprimer de manière brutale » : Liberté ? Schtonk !
Le sous-titre du film est Le film qui accompagne le livre du Führer (Der Film zum Buch vom Führer). 

## Synopsis
En 1983, le magazine allemand Stern commence à publier avec beaucoup de publicité les prétendus journaux intimes d’Hitler mais très vite une enquête montrera qu'il s'agit d'une vaste supercherie... 

## Fiche technique
- Titre original et français : Schtonk !
- Réalisation : Helmut Dietl
- Scénario : Helmut Dietl et Ulrich Limmer
- Musique : Konstantin Wecker
- Photographie : Xaver Schwarzenberger
- Montage : Tanja Schmidbauer
- Production : Helmut Dietl et Günter Rohrbach
- Société de production : Westdeutscher Rundfunk (WDR), Bavaria Film
- Société de distribution : Constantin Film (Allemagne)
- Pays :  Allemagne
- Genre : Comédie
- Durée : 107 minutes
- Dates de sortie :
  - Allemagne : 12 mars 1992
  - France : 28 avril 1993

## Distribution
- Götz George : Hermann Willié
- Uwe Ochsenknecht : Fritz Knobel
- Veronica Ferres (VFB : Iseult Brasselle) : Martha
- Ulrich Mühe : Dr Wieland
- Christiane Hörbiger : Freya von Hepp
- Rolf Hoppe : Karl Lentz
- Dagmar Manzel : Biggi
- Martin Benrath : Uwe Esser
- Rosemarie Fendel : Mme Lentz
- Thomas Holtzmann : Cornelius
- Georg Marischka : Von Klantz

## Autour du film
Ulrich Mühe déclare à peu près dans une conversation avec d'anciens nazis ou leurs descendants : « On n'est pas responsable de ce qu'ont fait nos parents. Par exemple, moi, mon père, il était dans la Résistance ! »